# 데이미언 로
데이미언 오난디 로(영어: Damion Onandi Lowe, 1993년 5월 5일 ~ )는 사우디 프로페셔널리그의 알오크두드와 자메이카 국가대표팀에서 수비수로 활약하는 자메이카의 프로 축구 선수이다.

## 어린 시절
자메이카 킹스턴에서 태어난 데이미언 로는 전 자메이카 국가대표 선수 오난디 로의 아들이다. 데이미언은 킹스턴에 있는 캠퍼다운 고등학교에 다니며 자메이카 클럽 하버 뷰에서 유소년 축구를 했다.

## 구단 경력

### 시애틀 사운더스
로는 메이저 리그 사커와 제너레이션 아디다스 계약을 체결했다. 이 자메이카 수비수는 시애틀 사운더스에 의해 2014년 MLS 슈퍼드래프트에서 전체 8명으로 선발되어 안드레 블레이크와 안드레 루이스에 이어 드래프트에서 지명된 세 번째 자메이카 수비수가 되었다.

### IK 스타르트
2017년 8월, 로는 노르웨이 클럽 IK 스타르트로 이적했다. 그의 계약은 2020년 5월 15일에 종료되었다.

### 피닉스 라이징
로는 2020년 9월 16일, USL 챔피언십 클럽 피닉스 라이징과 계약했다.

### 알이티하드
로는 2020년 11월 28일, 이집트 프리미어리그 클럽 알이티하드와 2년 계약을 체결했다. 2020-21년 시즌에는 27경기에 출전해 1골을 넣었다. 2022년 1월 9일, 로는 그 시즌에 단 3경기만 출전한 후 알이티하드와의 계약을 해지했다.

### 인터 마이애미
2022년 1월 16일, 로는 미국으로 돌아와 MLS 클럽 인터 마이애미와 2년 계약을 체결했다.

### 필라델피아 유니언
2023년 1월 25일, 로는 필라델피아 유니언으로 트레이드되어 제너럴 할당 머니 225,000달러와 2024년 MLS 슈퍼드래프트 내추럴 1라운드 드래프트 픽을 받았다.

### 알오크두드
2024년 8월 27일, 로는 사우디아라비아 클럽 알오크두드와 1년 계약을 체결했다.

## 국가대표팀 경력
로는 2013년 CONCACAF U-20 챔피언십과 U-23 올림픽 예선에서 자메이카 국가대표팀을 대표했다. 로는 2016년 10월 11일, 가이아나와의 경기에서 성인 국가대표로 데뷔했다.